# Veldeffecttransistor

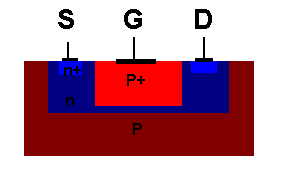
Junction-field-effect transistor of J-FET

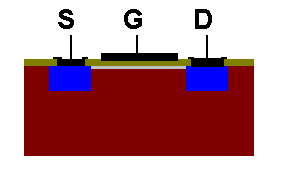
Metal-Oxide-Semiconductor-FET of MOSFET

Een veldeffecttransistor, meestal aangeduid als FET (field-effect transistor), is een unipolaire transistor met gewoonlijk drie aansluitingen: de source (S), de drain (D) en de gate (G). Bij een MOSFET is er nog een vierde aansluiting, het substraat (B van bulk), die meestal niet naar buiten uitgevoerd is, maar intern verbonden met de source. Speciale typen zoals de "dual gate"-MOSFET met twee gates, hebben extra aansluitingen. 
Een veldeffecttransistor bestaat uit een geleidingskanaal tussen de aansluitingen source (S) en drain (D), waarvan de geleiding beïnvloed kan worden door het elektrische veld van de spanning op de gate (G). De transistor heet unipolair omdat slechts één soort ladingsdrager (gaten of elektronen) deelneemt aan de stroom tussen source en drain. De spanning op de gate zorgt voor het breder worden of verdwijnen van het geleidingskanaal tussen source en drain waarmee de stroom van source naar drain te sturen is. In tegenstelling tot een 'gewone' bipolaire transistor loopt bij een FET geen stroom van betekenis door de gate zoals door de basis van een transistor. 
Het principe van de veldeffecttransistor was al in de jaren 20 van de 20e eeuw bekend, maar pas nadat de halfgeleidertechnologie voldoende ontwikkeld was, konden FETs seriematig gefabriceerd worden.
Veldeffecttransistoren komen onder meer voor in de volgende uitvoeringen:
- sperlaag-veldeffecttransistor (J-FET: Junction FET)
- metaaloxide-halfgeleider-veldeffecttransistor (MOSFET: metal-oxide-semiconductor FET)
- Schottky-veldeffecttransistor (MESFET)
- High Electron Mobility transistor (HEMT)
- Ion-Sensitive veldeffecttransistor (ISFET)
- organische veldeffecttransistor (OFET)

|      |            |            |            |      | P |
|      |            |            |            |      | N |
| JFET | MOSFET enr | MOSFET enr | MOSFET app | IGBT |   |
Van alle uitvoeringen kan het geleidingskanaal bestaan uit n-gedoteerd (n-channel type) of uit p-gedoteerd (p-channel type) halfgeleidermateriaal.
De twee meest gebruikte varianten van de FET zijn: de J-FET en de MOS-FET.
J-FETBij het n-channel-type bevindt het geleidingskanaal zich als een n-gedoteerde zone in het p-gedoteerde materiaal van de gate. Het geleidingskanaal is dus van de gate gescheiden door een pn-overgang (junction). De pn-overgang tussen gate en kanaal is in normaal bedrijf in sperrichting geschakeld, zodat de stroom door de gate in de grootte-orde van de lekstroom van een gesperde diode is. In het p-channel-type is op de gebruikelijke wijze alles tegengesteld uitgevoerd.
MOS-FETBij het n-channel-type bevindt het geleidingskanaal zich aan de oppervlakte van het p-gedoteerde substraat, vlak onder de SiO2-isolatielaag, en wordt gevormd onder invloed van de spanning op de gate tussen de als n-gedoteerde zones uitgevoerde source en drain. De gate is als elektrode op deze isolatielaag aangebracht en is dus van het geleidingskanaal geïsoleerd. De enige stroom die van/naar de gate loopt, wordt veroorzaakt door het capacitieve effect van de gate, en is in de praktijk nagenoeg te verwaarlozen. Het substraat is van het kanaal gescheiden door een pn-overgang en is daarom voor zien van een aansluiting (B: bulk) die meestal intern met de source verbonden is.
Sommige FETs kennen in het gebruik geen verschil tussen de source en de drain, maar door geavanceerde constructietechnieken, bijvoorbeeld het variëren van de dikte van de p- of n-laag, is het mogelijk om een FET specifiek gevoelig te maken voor het potentiaalverschil tussen gate en source, terwijl de invloed van de spanning tussen gate en drain te verwaarlozen is.
Een nadeel van de FET is de gevoeligheid voor elektrostatische lading. Doordat de gate hoogohmig is, kan een eventuele statische lading niet wegvloeien en zo een hoge spanning opbouwen op de gate. Deze hoge spanning kan de FET onherstelbaar beschadigen (ESD).
In tegenstelling tot een 'gewone' bipolaire transistor, die een 'diode-effect' vertoont, waarbij de stroom slechts in één richting kan lopen en daarbij een spanningsval van meestal 0,7 volt heeft, gedraagt een FET zich als een transconductor met twee gebieden.
Bij een negatieve kniespanning of lager op de gate is de FET volledig geïsoleerd. Neemt de spanning af, dan zit de FET in het actieve werkgebied. In dit werkgebied heeft de FET twee karakteristieken. 
Bij een lage source-drainspanning is sprake van een redelijk lineaire weerstand doordat er geen n-p- of p-n-overgang aanwezig is, maar slechts een enkele p- of n-laag. Dus de drainstroom is rechtevenredig met de drain-sourcespanning. In dit gebied worden signaal-FETs gebruikt als instelbare weerstand voor bijvoorbeeld toonregeling of volumeregeling. Maar ook vermogens-FETs als schakelaar met een doorlaatweerstand van slechts 0,02 ohm in bijvoorbeeld omvormers. 
Bij een hogere omslag source-drainspanning komt de FET in verzadiging en gedraagt de FET zich als een vrijwel ideale stroombron, beter dan een transistor. Hoe verder de gatespanning stijgt c.q. minder negatief wordt, hoe kleiner de weerstand en hoe hoger de stroombronstroomsterkte in hun respectievelijke gebieden. Bij een gatespanning van circa 10V boven de sourcespanning (dit alles bij een n-channel type) is de minimale weerstand resp. hoogste waarde van de sterkte van de stroombron bereikt. De gevoeligheid van de gatespanning op de drainstroom wordt transconductantie genoemd en wordt in milli- of microsiemens uitgedrukt. In dit werkgebied worden FETs in signaalversterkerschakelingen gebruikt. Er is extra aandacht nodig om FETs als signaalversterker te gebruiken, omdat ze zich slechts met compensatieschakelingen voldoende lineair gedragen. 
Al deze FETs hebben karakteristieke eigenschappen. In een schakeling kunnen ze niet zonder meer verwisseld worden. Zo zijn J-FETs zowel gevoelig voor de gate-drainspanning als de gate-sourcespanning. MOSFETs van het "enhancement-" of verrijkingstype isoleren of sperren als de gatespanning gelijk is aan de sourcespanning; pas met een positieve gatespanning komen deze in geleiding.
Verder bestaat nog de GaAs-FET een FET op basis van galliumarsenide in plaats van silicium.

## Gebruik
Moderne CMOS-IC-technologie maakt bijna altijd gebruik van FETs. Ook in versterkerschakelingen, met name in op-amps worden steeds vaker FETs gebruikt.
Wanneer een FET gebruikt wordt, is er vaak sprake van een hex-FET. Dit is een FET waarin een groot aantal basis-FETs gecombineerd zijn tot één grote FET in een hexagonaal rooster. Deze schakeling maakt het mogelijk dat de FET zich nagenoeg als een 'ideale' FET gedraagt. In volledige geleiding bedraagt de weerstand tussen de source en de drain van een moderne hex-FET vaak slechts enkele honderdste ohm, waardoor de FET grote stromen kan schakelen zonder noemenswaardig warm te worden. FETs worden dan ook wel vaak gebruikt als elektronisch relais of in omvormers.